# Delray Beach Open 2017
Delray Beach Open 2017 — тенісний турнір, що проходив на кортах з твердим покриттям у місті Делрей-Біч, США з 20 лютого. Належав до категорії ATP World Tour 250, був турніром серії Delray Beach Open 2017 року.

## Фінальна частина

### Одиночний розряд
Джек Сок —  Милош Раонич Walkover

### Парний розряд
Равен Класен /  Ражів Рам —  Трет Г'юї /  Максим Мирний 7–5, 7–5